# Melvyn Hayes
Melvyn Hayes (Londen, Engeland, 11 januari 1935) is een Engels acteur, vooral bekend door zijn rol als Gloria Beaumont in de comedyserie It Ain't Half Hot Mum.

## Privéleven
- Is 1,60 meter lang, ondanks de vele 'dwergenrollen' die hij speelde.
- Trouwde met Wendy Padbury, maar scheidde van haar in 1987. Was ook getrouwd met Jayne Male. Ze kregen zes kinderen.
- Begon bij de Comedy Theatre in 1950.

## Filmografie
- Revolver televisieserie - Verschillende rollen (2001-heden)
- Countdown Televisieserie - Zichzelf (27 afl., 2000-2006)
- EastEnders televisieserie - Mr. Rawlins (8 afl., 2005)
- Doctors televisieserie - Ted Bryson (Afl., The Final Curtain, 2004)
- Pongwiffy televisieserie - Rol onbekend (2002, stem)
- Jack and the Beanstalk (dvd, 2000) - Ambrose (Stem)
- This Is Your Life Televisieserie - Zichzelf (Afl., George Layton, 1999)
- Drop the Dead Donkey televisieserie - Sir Gordon (Afl., But Is It Art?, 1998|George Finds Love, 1998|The Final Chapter, 1998)
- The Thin Blue Line televisieserie - Chef Todger (Afl., Ism Ism Ism, 1996)
- The Dreamstone televisieserie - Frizz (1990-1995, stem)
- Little Dracula televisieserie - Deadwood (13 afl., 1991, stem)
- King of the Wind (1989) - Twicker
- Super Gran Televisieserie - Politieman Dumpling (Afl., Supergran and the Rookie Recruit, 1987)
- Galloping Galaxies! televisieserie - Superbeing (Episode 2.3, 1986)
- Santa Claus (1985) - Goober
- Entertainment Express televisieserie - Rol onbekend (Episode 2.4, 1984)
- SuperTed televisieserie - Skeleton (7 afl., 1982-1984, stem)
- This Is Your Life Televisieserie - Zichzelf (Afl., Melvyn Hayes, 1981)
- It Ain't Half Hot Mum televisieserie - Soldaat/korporaal 'Gloria' Beaumont (56 afl., 1974-1981)
- A Touch of the Sun (1979) - Ginger Rogers
- What's Up Superdoc! (1978) - Ober/Pietro
- Carry on England (1976) - Soldaat Shorthouse
- Potter's Picture Palace televisieserie - Melvyn Didsbury (13 afl., 1976-1978)
- Carry on Laughing! televisieserie - Theeverkoper Charlie (Afl., The Case of the Screaming Winkles, 1975)
- Man About the House (1974) - Nigel
- Love Thy Neighbour (1973) - Terry
- Sir Yellow televisieserie - Gregory (6 afl., 1973)
- The Adventures of Black Beauty televisieserie - Amos (Afl., The Ruffians, 1973)
- Go for a Take (1972) - Ambulance-broeder
- Cosmo and Thingy (televisiefilm, 1972) - Pune
- The Regiment televisieserie - Soldaat Hanks (Afl., A Gentleman's War, 1972)
- A Christmas Carol (1971) - Bob Cratchit (Stem)
- The Magnificent Seven Deadly Sins (1971) - Rol onbekend (segment 'Sloth')
- Bachelor of Arts (1971) - Mr. Jenkins
- Here Come the Double Deckers! televisieserie - Albert de Straatveger (Afl., Tiger Takes Off, 1970|The Case of the Missing Doughnut, 1970)
- Beyond Belief televisieserie - Rol onbekend (15 afl., 1970)
- A Walk with Love and Death (1969) - Eerste entertainer
- Father, Dear Father televisieserie - Les (Afl., It Won't Be a Stylish Marriage, 1968)
- State of the Union (televisiefilm, 1968) - Russell
- Thirty-Minute Theatre televisieserie - Chivers (Afl., Parson's Pleasure, 1965)
- Dixon of Dock Green televisieserie - Atkins (Afl., The Inside Man, 1965)
- Wonderful Life (1964) - Jerry
- Crooks in Cloisters (1964) - Willy
- The Human Jungle Televisieserie - Bert Morgan (Afl., Time Check, 1963)
- Summer Holiday (1963) - Cyril
- Oliver Twist (Mini-serie, 1962) - The Artful Dodger
- The Silent Invasion (1962) - Jean
- The Seven Faces of Jim televisieserie - Rol onbekend (Afl., The Face of Enthusiasm, 1961)
- The Young Ones (1961) - Jimmy
- Dixon of Dock Green Televisieserie - Dave 'Cha-Cha' Charlton (Afl., The Burn-Up, 1961)
- Mr. Pastry Hooks a Spook televisieserie - John Groom (1 afl., 1961)
- The Flesh and the Friends (1960) - Idiote Jamie
- Bottoms Up (1960) - Cecil Biggs
- No Trees in the Street (1959) - Tommy
- Operation Amsterdam (1959) - Willem
- Dixon of Dock Green Televisieserie - Mick (Afl., Blues in the Night, 1959)
- Adventure in the Hopfields (1958) - Reilly
- Violent Playground (1958) - Jongen in Johnnie's bende (Niet op aftiteling)
- Dixon of Dock Green Televisieserie - Larkin (Afl., Little Boy Blue, 1958)
- The Silver Sword televisieserie - Edek Balicki (Afl., Escape from Prison, 1957)
- Woman in a Dressing Gown (1957) - Nieuwsjongen
- The Curse of Frankenstein (1957) - Jonge Victor
- The Good Companions (1957) - Telegraaf-jongen
- The Wharf Road Mob (televisiefilm, 1957) - Rol onbekend
- Stryker of the Yard televisieserie - The Page Boy (Afl., The Case of Soho Red, 1957)
- Quatermass II televisieserie - Frankie (Afl., The Food, 1955)
- The Man Who Loved Redheads (1955) - Sydney
- Face the Music (1954) - Piccolo (niet op aftiteling)

- Library of Congress Control Number: nr2002026962
- MusicBrainz: 46de751d-73ff-49b1-b647-4fc6704a0dfd
- Virtual International Authority File: 59019340
- WorldCat: E39PBJtrWwPfK767mBGKrKJ4bd